# 4-й флот (США)
4-й флот (США) (англ. United States Fourth Fleet) — військове об'єднання військово-морських сил США, оперативний флот військово-морських сил Збройних сил США.
Флот брав учать в бойових діях на морі в період Другої світової війни, вдруге був відновлений у 2008 році. Організаційно входить до складу Південне Командування військово-морських операцій Південного Командування Збройних сил США і відповідає за ведення військово-морських операцій американського флоту, морської авіації та підводних човнів в акваторії Карибського моря, Атлантичного та Тихого океанів навколо Центральної та Південної Америки. Штаб-квартира флоту розташована на військово-морській базі Мейпорт в Джексонвіллі, Флорида.
За винятком штабу флоту та підрозділів забезпечення, 4-й оперативний флот постійного складу та військових кораблів не має, сили та засоби виділяються до його складу наказом Командування сил флоту в разі необхідності.